# Fröhstockheim
Fröhstockheim ist ein Gemeindeteil von Rödelsee im unterfränkischen Landkreis Kitzingen in Bayern. Die ehemals selbständige Gemeinde Fröhstockheim wurde am 1. Mai 1978 in die Nachbargemeinde Rödelsee eingemeindet. Der Ort liegt zirka einen Kilometer westlich von Rödelsee.

## Geografische Lage
Fröhstockheim liegt im Westen des Rödelseer Gemeindegebiets. Nördlich beginnt die Gemarkung des Marktes Großlangheim, während im Osten Rödelsee selbst zu finden ist. Im Südosten fängt das Gemeindegebiet von Iphofen an, die Stadt selbst liegt Fröhstockheim am nächsten. Der Süden wird von Mainbernheim eingenommen. Das Stadtgebiet von Kitzingen beginnt weiter westlich. Mit dem Stadtteil Hoheim ist Fröhstockheim über die Kreisstraße KT 13 verbunden.
Naturräumlich liegt Fröhstockheim im Steigerwaldvorland und hat Anteil an der sogenannten Mainbernheimer Ebene, die sich durch flachwellige Bachtäler und übersandete Lettenkeuperböden auszeichnet. Sie bildet die Übergangszone zwischen dem Kitzinger Maintal und dem Schwanbergvorland.

## Geschichte
Bis 1412 hieß der Ort, der erstmals 1220 urkundlich überliefert ist, Stockhiem. „Stock“ ist der Hinweis auf Rodungsland. Er bekam danach den Namen Froschstockheim. „Frosch“ diente wohl zur Unterscheidung von ähnlichen Ortsbezeichnungen oder war Hinweis auf sumpfiges Land mit vielen Tieren dieser Art. Schließlich bildete sich die heutige Bezeichnung Fröhstockheim heraus.
Im 13. Jahrhundert hatte im Ort ein niederes Adelsgeschlecht seinen Sitz, das im Jahre 1220 mit Albrecht Fuchs von Stockheim bezeugt ist. Seit 1531 sind die Herren von Crailsheim in Fröhstockheim ansässig. Das Schloss wurde im 16./17. Jahrhundert als vierflügeliges Wasserschloss ausgebaut. 1806 kam der Ort durch die Mediatisierung an Bayern. Mit dem Crailsheimschen Schloss, dem großen Gutshof und dem Schlosspark vermittelt Fröhstockheim noch heute einem Eindruck von einem früheren Rittergut in Franken.
Die frühere Gemeinde hatte eine Fläche von 3,82 km².

## Wappen
| | Blasonierung: „Gespalten von Schwarz und Gold; vorne über goldenem Boden ein goldener Frosch, hinten ein bewurzelter schwarzer Baumstock.“ |
| Wappenbegründung: Das Wappen ist einem Gerichtssiegel von 1651 entnommen. Beide Figuren weisen auf den Ortsnamen hin, wobei das Präfix Fröh- durch den Frosch symbolisiert wird. Die Tingierung verweist auf das Wappen der Herren von Crailsheim, die seit dem 17. Jahrhundert die Dorfherrschaft innehatten. | |

## Kultur und Sehenswürdigkeiten

### Baudenkmäler

#### Evangelische St. Laurentius-Kirche

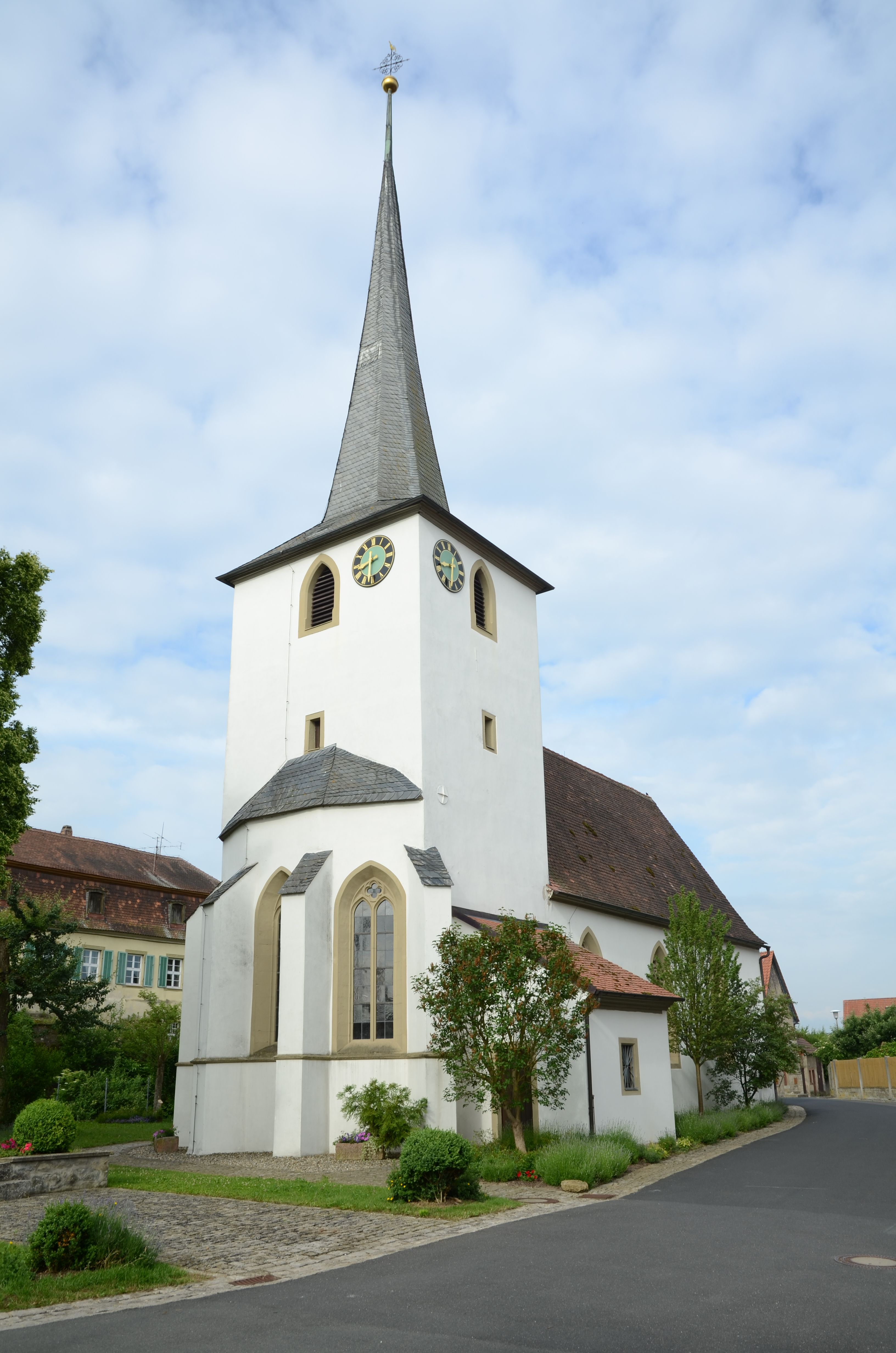
Kirche in Fröhstockheim

Vom ersten Kirchengebäude ist wenig bekannt. Als 1330 Fröhstockheim eine eigene Pfarrei wurde, dürfte es jedoch schon ein Gotteshaus gegeben haben. Man entdeckte im Chorraum Fresken aus dem Anfang des 15. Jahrhunderts. Wahrscheinlich wurden sie im Zuge der Reformation weiß übermalt mit dem Wort aus 1. Kor. 2.2: „Denn ich hielt es für richtig, unter euch nichts zu wissen als allein Jesus Christus den Gekreuzigten.“ Auch dieses Bibelzitat war wiederum mit weißer Farbe überstrichen worden. Bedeutendstes Kunstwerk ist das Grabmal des 1596 im Alter von 70 Jahren verstorbenen Ernst von Crailsheim und seiner drei Ehefrauen.
Eine große Kirchenrenovierung gab es 1875. Der Bericht davon dokumentiert weitere Gestaltungseinzelheiten: Während des Renovierens im Kirchenraum, wurde der Turm durch einen schweren Sturm so beschädigt, dass das obere Stockwerk des Turmes, bisher Fachwerk, nun massiv gebaut wurde.

#### Schloss der Freiherren von Crailsheim
Da 1220 schon Fuchs von Stockheim erwähnt wurde, mag es auch eine zeitgemäße Wohnanlage bereits gegeben haben. Wann das Wasserschloss errichtet wurde, ist nicht bekannt. Im Bauernkrieg wurde es zerstört und Wolff von Crailsheim baute es 1531 wieder auf. Der um einen Innenhof rechteckig angelegte Bau mit den Ecktürmen macht einen wehrhaften und imposanten Eindruck.

#### Gedenkstein für die Gefallenen
Neben der Kirche, auf der Westseite, steht der Gedenkstein für die gefallenen Soldaten der beiden Weltkriege. Die Inschrift auf der Vorderseite lautet: „Unseren getreuen Söhnen / die ihr Leben opferten / für’s schwer bedrängte Vaterland / sei Ehr und Dank! Gemeinde Fröhstockheim / 1914–1918 / 1939–1945.“ Auf der Rückseite stehen die Namen der im Ersten und Zweiten Weltkrieg gefallenen Soldaten.

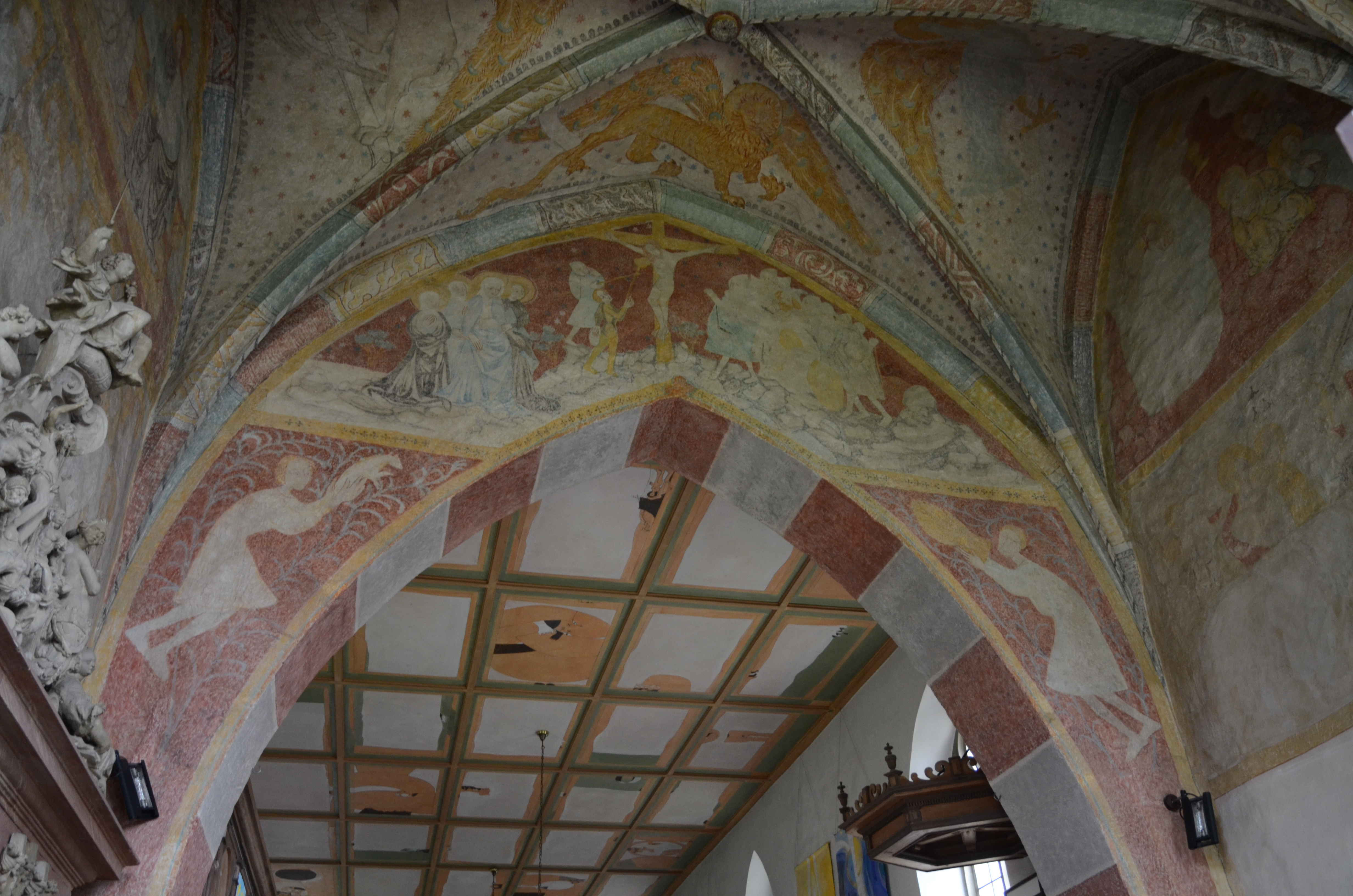
Fresken am Chorbogen
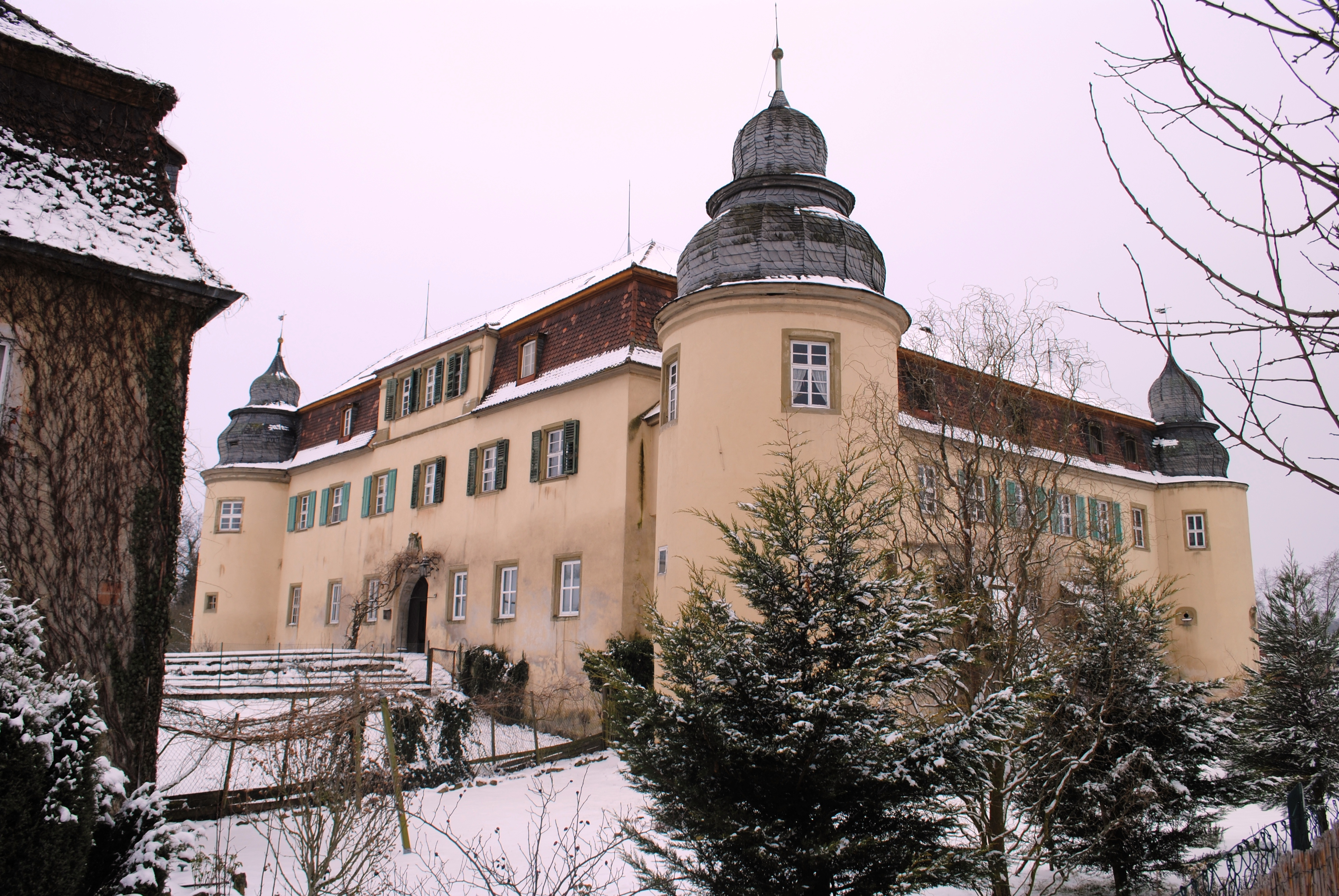
Das Schloss der Herren von Crailsheim
Das Kriegerdenkmal in der Dorfmitte

### Sagen
Zwischen Hoheim und Fröhstockheim befand sich einst ein Wald, der Fröhstockheimer Holz genannt wurde. Unmittelbar neben der Gemarkungsgrenze stand die sogenannte Hui-Eiche. Sie war uralt, allerdings von recht geringer Höhe. Ursprünglich soll dort der Galgen für die Schwerverbrecher angebracht worden sein. Die Nutzung als Richtstätte führte dazu, dass man sich in Fröhstockheim viele Geschichten über den Baum erzählte.
So soll man des Nachts in der Nähe des Baumes einen Reiter ohne Kopf gesehen haben. Manche berichteten auch von einem Mann ohne Kopf, der von einem Hund, ebenfalls ohne Kopf, begleitet wurde. Der Sage nach handelte es sich bei dem Kopflosen um einen Richter, der einen Unschuldigen hatte hinrichten lassen. Bis ins 19. Jahrhundert stieß man dort auch die des Dorfes Verwiesenen über die Grenze nach Hoheim.

### Regelmäßige Veranstaltungen
- Kirchweih am oder nach dem 10. August, dem Laurentiustag
- Steckerlfischessen am Samstag nach dem ersten Sonntag im September

## Persönlichkeiten
- Christoph Heinrich Girbert (1751–1826), Musikdirektor in Bayreuth, Komponist[8]
- Carl von Schultes (1824–1896), Politiker, Bürgermeister von Schweinfurt
- Rudolf Hahn (1891–1967), Lehrer, Rektor und Seminarleiter, geboren in Dornheim, aufgewachsen in Hüttenheim, als Lehrer in Würzburg und Fröhstockheim, Hahn forschte über die Geschichte des Bezirksamtes Kitzingen[9]
- Friedrich Winter (Politiker, 1902) (1902–1982), Politiker (CSU)